# Club de Fútbol Barcelona 1949-1950

## Rosa
| N. |                      | Ruolo | Calciatore                  |
| -- | -------------------- | ----- | --------------------------- |
|    | Spagna (bandiera)    | P     | Antoni Ramallets            |
|    | Spagna (bandiera)    | P     | Juan Zambudio Velasco       |
|    | Spagna (bandiera)    | D     | Francesc Calvet             |
|    | Spagna (bandiera)    | D     | Josep Gonzalvo              |
|    | Spagna (bandiera)    | D     | José Seguer                 |
|    | Spagna (bandiera)    | D     | Manuel Antonio Esteve Corro |
|    | Spagna (bandiera)    | D     | Curta                       |
|    | Spagna (bandiera)    | D     | Ricardo Rodríguez Álvarez   |
|    | Spagna (bandiera)    | D     | Gabriel Isal                |
|    | Uruguay (bandiera)   | D     | Luis Prais                  |
|    | Argentina (bandiera) | C     | Marcos Aurelio Di Paulo     |

| N. |                      | Ruolo | Calciatore                |
| -- | -------------------- | ----- | ------------------------- |
|    | Spagna (bandiera)    | C     | Marià Gonzalvo            |
|    | Spagna (bandiera)    | C     | Juan Rodríguez Aretio     |
|    | Spagna (bandiera)    | C     | Salvador Sagrera          |
|    | Spagna (bandiera)    | C     | Josep Canal               |
|    | Spagna (bandiera)    | C     | Manuel Cerveró            |
|    | Spagna (bandiera)    | C     | Miguel Torra              |
|    | Spagna (bandiera)    | A     | César Rodríguez           |
|    | Spagna (bandiera)    | A     | Estanislao Basora         |
|    | Argentina (bandiera) | A     | Mateu Nicoláu             |
|    | Spagna (bandiera)    | A     | Alfonso Navarro Perona    |
|    | Argentina (bandiera) | A     | Humberto Giménez Martínez |

### Staff tecnico
- Allenatore:  Enrique Fernández, poi  Ramon Llorens